# Retusa
Retusa is een geslacht van weekdieren uit de klasse van de Gastropoda (slakken).

## Soorten
- Retusa abyssicola Valdés, 2008
- Retusa agulhasensis Thiele, 1925
- Retusa amphizosta (Watson, 1886)
- Retusa atkinsoni (Tenison-Woods, 1876)
- Retusa borneensis (A. Adams, 1850)
- Retusa canariensis (Nordsieck & Talavera, 1979)
- Retusa cecillii (Philippi, 1844)
- Retusa chrysoma Burn in Burn & Bell, 1974
- Retusa chukchii Chaban, 2008
- Retusa complanata (Watson, 1883)
- Retusa concentrica (A. Adams, 1850)
- Retusa crebrisculpta (Monterosato, 1884)
- Retusa crispula (Watson, 1883)
- Retusa crossei (Bucquoy, Dautzenberg & Dollfus, 1886)
- Retusa desgenettii (Audouin, 1826)
- Retusa diaphana Valdés, 2008
- Retusa elegantissima Habe, 1950
- Retusa ennucleata (Powell & Bartrum, 1929) †
- Retusa famelica Watson, 1883
- Retusa frielei (Dall, 1881)
- Retusa golikovi Chaban, 2004
- Retusa insolita Valdés, 2008
- Retusa instabilis Minichev, 1971
- Retusa laevisculpta (Granata-Grillo, 1877)
- Retusa lata Chaban & Chernyshev, 2013
- Retusa lenis Valdés, 2008
- Retusa leptoeneilema (Brusina, 1866)
- Retusa mammillata (Philippi, 1836)
- Retusa mariei (Dautzenberg, 1889)
- Retusa mayoi (Dall, 1889)
- Retusa minima Yamakawa, 1911
- Retusa minutissima (Monterosato, 1878)
- Retusa montereyensis Smith & Gordon, 1948
- Retusa natalensis Barnard, 1963
- Retusa nitidula (Lovén, 1846)
- Retusa obtusa (Montagu, 1803)
- Retusa operculata Minichev, 1966
- Retusa opima (Finlay, 1926)
- Retusa oruaensis (Webster, 1908)
- Retusa otahuhuensis (Laws, 1950) †
- Retusa ovoides (Milaschewitsch, 1916)
- Retusa ovulina Lin, 1991
- Retusa parvula (Jeffreys, 1883)
- Retusa pellucida (Sars G. O., 1878)
- Retusa pelyx Burn in Burn & Bell, 1974
- Retusa pervia (Dall, 1889)
- Retusa pharetra Hedley, 1909
- Retusa pressa Marwick, 1928 †
- Retusa protumida (Hedley, 1903)
- Retusa pseudoglobosa Nomura, 1939
- Retusa pygmaea (A. Adams, 1850)
- Retusa robagliana (P. Fischer, 1869)
- Retusa sakuraii (Habe, 1958)
- Retusa sculpta (Gatliff & Gabriel, 1913)
- Retusa segnis (Laws, 1940) †
- Retusa semen (Reeve, 1855)
- Retusa soror (Suter, 1917) †
- Retusa sosa Ev. Marcus & Er. Marcus, 1969
- Retusa striata (Hutton, 1873)
- Retusa succincta (A. Adams, 1862)
- Retusa sulcata (d'Orbigny, 1841)
- Retusa sulcata (Watson, 1883)
- Retusa tarutana Smythe, 1979
- Retusa tenerifensis (Nordsieck & Talavera, 1979)
- Retusa tornata (Watson, 1886)
- Retusa toyamaensis (Habe, 1955)
- Retusa trunca Valdés, 2008
- Retusa truncatula (Bruguière, 1792)
- Retusa umbilicata (Montagu, 1803)
- Retusa variabilis (Milaschewitsch, 1912)
- Retusa waughiana Hedley, 1899
- Retusa xystrum Dall, 1919